# 符淮青
符淮青（1936年—2022年12月5日），男，汉族，广东文昌（今属海南）人，中国语言学家，北京大学中文系教授，博士生导师。